# Anna Brownell Jameson
Pour les articles homonymes, voir Brownell et Jameson.
Anna Brownell Jameson (17 mai 1794 – 17 mars 1860) est une écrivain et féministe britannique.

## Biographie

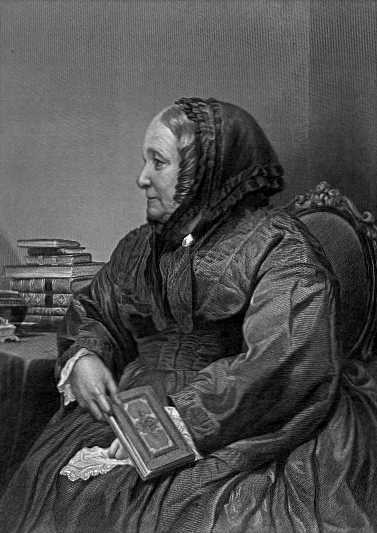

Anna Brownell Jameson (née Murphy) est née à Dublin le 17 mai 1794. Son père, Denis Brownell Murphy (mort en 1842), était un peintre travaillant sur des miniatures et des vitraux. Il déménage en Angleterre en 1798 avec sa famille, et s'établit finalement à Hanwell, à Londres.
À 16 ans, elle devient gouvernante dans la famille de Charles Paulet (13e marquis de Winchester). En 1821, elle est engagée chez Robert Sympson Jameson. Le contrat est interrompu, et alors qu'elle accompagne une jeune pupille en Italie, Anna Murphy écrit une nouvelle sur un personnage fictif dans un récit relatant sa vie. Plus tard, elle donne ce carnet à un libraire, avec pour condition de recevoir une guitare s'il en retirait des bénéfices. C'est ainsi que Colburn publie Le Journal d'un Ennuyée (1826), roman qui suscite beaucoup d'attention de la part des lecteurs. De 1821 à 1825, Anna Murphy occupe le poste de gouvernante des enfants d'Edward John Littleton (1er Baron Hatherton), devenu plus tard Baron Hatherton, quand elle épouse Robert Simpson Jameson.
Son mariage s’avère malheureux. En 1829, lorsque Jameson est nommé juge puîné dans l'île de la Dominique, le couple se sépare sans regret, et Jameson part à nouveau en Europe continentale avec son père. Cette année là, elle se fait un nom lorsque son roman "Amours des Poètes» est publié. Le livre reçoit un hommage sous forme de poème par Mme Cornwell Baron Wilson.
La première œuvre illustrant ses pensées originales fut Caractéristiques des femmes en 1832. Ses analyses des héroïnes de William Shakespeare sont remarquables par la délicatesse de la vision critique et la finesse du toucher littéraire. Elles sont le résultat d'une pénétration, d'un esprit essentiellement féminin, appliquées à l'étude des individus de son propre sexe, détectant les caractéristiques et définissant des différences non perçues par la critique ordinaire et entièrement dominée par le lecteur moyen.
La littérature allemande et l'art avaient suscité beaucoup d'intérêt dans le Royaume-Uni et en Irlande. Jameson effectue sa première visite à la Confédération allemande en 1833. Les agglomérations aux lignes dures, aux couleurs froides et aux sujets pédants qui décoraient Munich sous le patronage du roi Louis Ier de Bavière étaient nouvelles pour le monde, et l'enthousiasme de Jameson leur a donné une réputation en Angleterre.
En 1836, Jameson a été convoquée au Canada par son mari, qui avait été nommé juge en chef de la province du Haut-Canada. Il n'a pas réussi à la rencontrer à New York, et elle a dû faire le chemin jusqu'à Toronto seule en hiver. Là-bas, elle a commencé le récit de son voyage, Les études d'hiver et les randonnées d'été au Canada, qui a été publié en Grande-Bretagne en 1838. Après huit mois de voyage et d'écriture au Canada, elle trouvait inutile de prolonger une vie loin de tout liens de bonheur familial et d'opportunités pour une femme de sa classe et de son éducation. Avant de partir, elle entreprit un voyage dans les profondeurs des Premières Nations au Canada : elle explora le lac Huron et vécut une grande partie de la vie des émigrants et autochtones. Elle revint en Grande-Bretagne en 1837.
À cette époque, Jameson a commencé à prendre des notes précises sur les collections d'art privées principales à proximité de Londres.
Le résultat apparut dans son Compagnon aux galeries d'art privées (1842), suivi la même année par le Guide aux Galeries publics. Elle a édité les Mémoires de la petite italienne Peintres en 1845. Cette même année, elle a rendu visite à son ami Ottilie von Goethe. Son amitié avec Annabella Byron (11e baronne de Wentworth) date de cette époque et a duré environ sept ans ; elle a été interrompu apparemment à cause du caractère déraisonnable de la baronne.
Un volume d'essais publiés en 1846 contient l'une des meilleures parties du travail de Jameson, La Maison du Titien. En 1847, elle est allée en Italie avec sa nièce et future biographe (Mémoires, 1878), Gerardine Bate (plus tard l'épouse du photographe Robert Turnbull Macpherson), pour recueillir des matériaux pour le travail sur lequel sa réputation reposait : sa série d'Art Sacré et légendaire. L'Acta Sanctorum et le Livre de la Légende dorée avait atteint les lecteurs, mais n'avait jamais fait le lien entre ces contes et les œuvres d'art chrétien. Ces études ont été soulignées dans la préface du Manuel de Kugler de la peinture italienne par Charles Lock Eastlake, qui avait l'intention de poursuivre le sujet lui-même.
Finalement, il a recueilli les matériaux et les références en même temps que Jameson. Elle a reconnu l'étendue de la terre devant elle comme une sphère mêlée de poésie, d'histoire, de dévotion, et d'art. Elle répandait sa propre admiration enthousiaste à ses lecteurs; et, en dépit de ses légères connaissances techniques et historiques, Jameson a produit un livre qui a eu un grand succès.
Elle a également développé un vif intérêt pour les questions touchant à l'éducation, les occupations, et l'entretien des femmes.
Son essai la position sociale relative des mères et des gouvernantes était l'œuvre de quelqu'un qui connaissait les deux côtés; elle prédit la réforme de la position sociale qu'elle décrit. Nous lui devons la première énonciation populaire du principe de coopération entre hommes et femmes dans les œuvres de miséricorde et de l'éducation. Dans ses dernières années, elle étudia une succession de thèmes basés sur les mêmes principes de bienveillance active et les meilleurs moyens de les appliquer en pratique. Les Sœurs de la Charité, les hôpitaux, les pénitenciers, les prisons et les asiles ont suscité son intérêt. Ils étaient tous plus ou moins inclus dans les définitions de « la communion de l'amour et de la communion du travail » qui sont indissolublement liées à sa mémoire. Elle a apporté les résultats de ses convictions devant ses amis sous la forme de conférences privées (publiés comme Sœurs de la Charité, 1855, et La Communion du travail, 1856), les réformateurs et les philanthropes en tirèrent des conseils et du courage.
Elle a quitté la dernière de sa série Art Sacré et légendaire pendant sa préparation. Il a été achevé, sous le titre de L'histoire de Notre Seigneur dans l'art , par Lady Eastlake.
Elle est morte le 17 mars 1860.

## D'autres lectures
- Judith Johnston, 'Anna Brownell Jameson and the Monthly Chronicle', In Garlick & Harris , eds., Victorian Journalism: Exotic and Domestic (Queensland University Press, 1998)
- Judith Johnston, 'Anna Jameson: Victorian, Feminist, Woman of Letters.' Aldershot: Scolar Press, 1997.
- Gerardine Bate (Mrs. Robert) Macpherson, Memoirs of the Life of Anna Jameson (Boston, 1878)
- Thomas, Clara. 'Love and Work Enough: The Life of Anna Jameson.' Toronto: University of Toronto Press, 1967.
- Jameson, Anna. (1832). Characteristics of Women: Moral, Poetical, and Historical. Saunders and Otley (reissued by Cambridge University Press, 2009;  (ISBN 978-1-108-00097-0))